# يعقوب بيك
محمد يعقوب بك (بالطاجيكية: Яъқуб-бек)‏ (مواليد 1820 أو 1825-مايو 1877) هو قائد عسكري وحاكم (حكم كاشغر) من أصول طاجيكية أو أوزبكية كان زعيم مدينة يارقند من 1865 إلى عام 1877. حصل على لقب أتاليك غازي («الأب البطل»).

## السيرة الذاتية

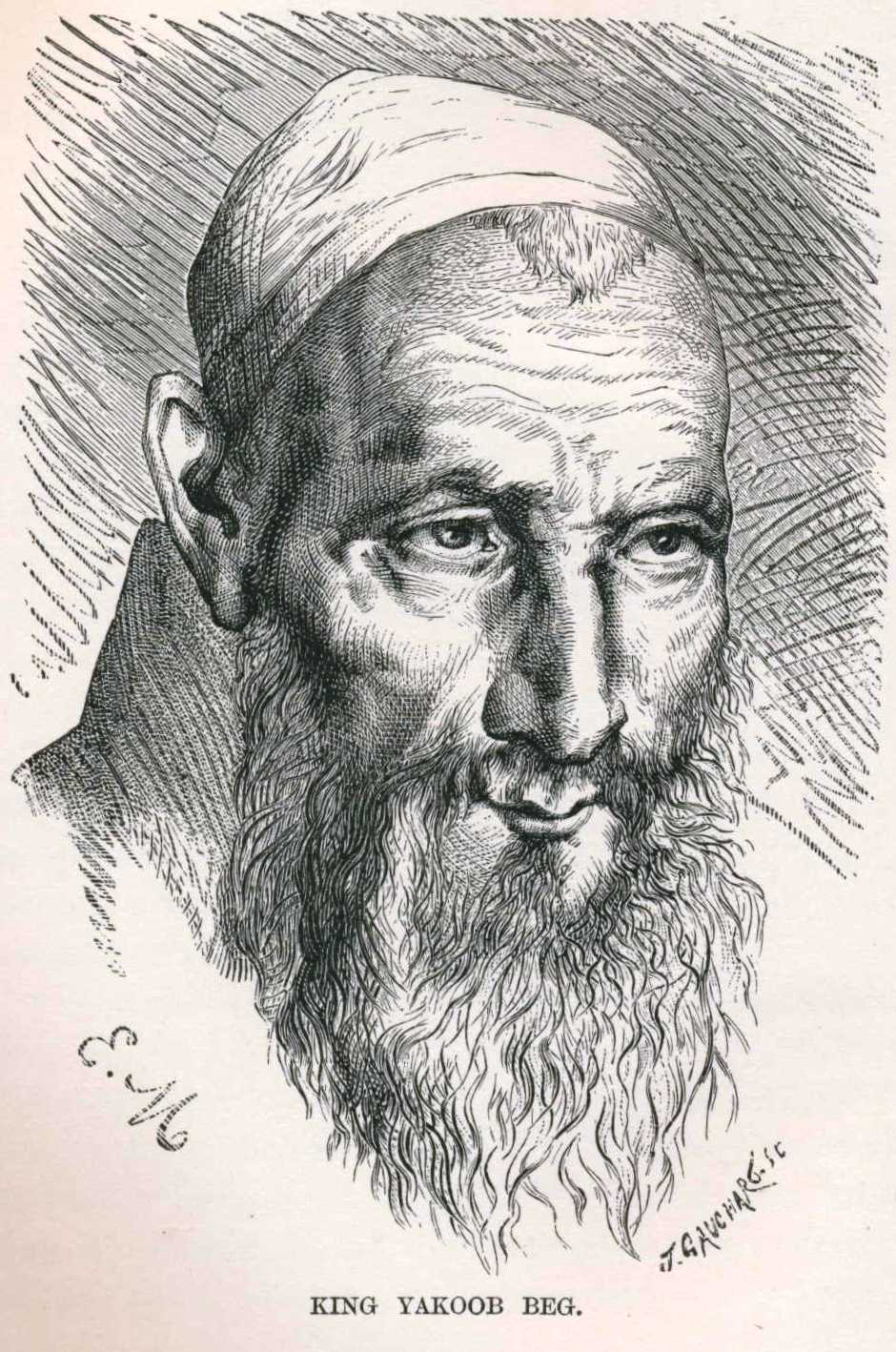
يعقوب بيك

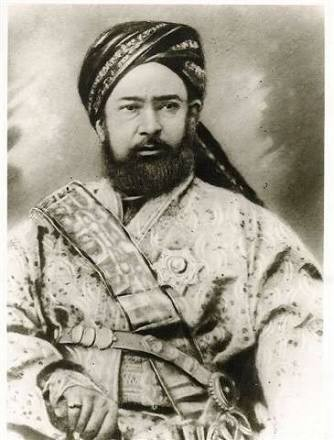
يعقوب بيك

### النشأة
ولد يعقوب بيك في بلدة بشقند إحدى ضواحي قوقند في خانية خوقند (حاليا في أوزبكستان). تدرج سريعا خلال الرتب في خدمة خانية خوقند. بحلول عام 1847 كان قائد الحصن في كيزيلوردا حتى الاستيلاء عليها من قبل الروس في عام 1853. ويبدو أنه قد ترك الحصن قبل سقوطها. في وقت لاحق من ذلك العام قاد محاولة فاشلة لاستعادة السيطرة عليها. في عام 1864 ساعد في الدفاع عن طشقند خلال الهجوم الروسي الأول.

### تولّي الحكم
قَصَد يعقوب بيك مدينة يارقند في سنة 1865 ودَخلها وانتصر على الصينيين وأصبح حاكماً على تلك المنطقة، ثم استغل ضعف الصين وانشغالها بانتفاضة المسلمين ليعيد تركستان الشرقية، وأعلن تبعيته للدولة العثمانية، وقد قبل العثمانيون هذه التبعية، وأعلنوه أميراً على تلك الأقاليم سنة 1873م.

## الوفاة
تُوفي يعقوب بيك منتحراً بعد هزيمة جيشه أمام الصينيين عام 1877م، بينما يذكر المؤرخ موسى سايرامي [الإنجليزية] (و.1836-ت.1917) أنه مات مسموماً في مدينة كورلا الصينية، وذهب بعضهم إلى أنه قُتل في معركة ضد الصينيين. وكان قد تجاوز السادسة والخمسين من العمر.

## ذكره بعد وفاته
سرعان ما سقطت كاشغاريا بعد وفاته بيد الصينيين، واستعاد الصينيون كاشغر في عصر أسرة تشينغ.
وتذكر إحدى المصادر أن قبره كان في كاشغر ولكن هدمه الصينيون في عام 1878.
وقد أطلق يولبارس خان اسم (يعقوب بيك) على أحد أبنائه. في حين ترى الناشطة الصينية المسلمة ربيعة قدير أن يعقوب بيك كان «بطلاً أويغورياً».